# Okręg wyborczy nr 15 do Senatu Rzeczypospolitej Polskiej
Okręg wyborczy nr 15 do Senatu Rzeczypospolitej Polskiej obejmuje obszar powiatów janowskiego, kraśnickiego, lubelskiego, łęczyńskiego i świdnickiego (województwo lubelskie). Wybierany jest w nim 1 senator na zasadzie większości względnej.
Utworzony został w 2011 na podstawie Kodeksu wyborczego. Po raz pierwszy zorganizowano w nim wybory 9 października 2011. Wcześniej obszar okręgu nr 15 należał do okręgu nr 6.
Siedzibą okręgowej komisji wyborczej jest Lublin.

## Reprezentant okręgu
| Rok  | Rok  | Senator         | Komitet wyborczy       |
| ---- | ---- | --------------- | ---------------------- |
|      | 2011 | Grzegorz Czelej | Prawo i Sprawiedliwość |
| 2015 |      | Grzegorz Czelej | Prawo i Sprawiedliwość |
| 2019 |      | Grzegorz Czelej | Prawo i Sprawiedliwość |
| 2023 |      | Grzegorz Czelej | Prawo i Sprawiedliwość |

## Wyniki wyborów
Symbolem „●” oznaczono senatora ubiegającego się o reelekcję.

### Wybory parlamentarne 2011
| Kandydat                                                                                      | Kandydat               | Komitet wyborczy                  | Głosów | Głosów | Głosów |
| Kandydat                                                                                      | Kandydat               | Komitet wyborczy                  | Liczba | %      | +/–    |
| --------------------------------------------------------------------------------------------- | ---------------------- | --------------------------------- | ------ | ------ | ------ |
|                                                                                               | Grzegorz Czelej ●      | Prawo i Sprawiedliwość            | 65 504 | 43,85  | –      |
|                                                                                               | Lucjan Orgasiński      | Polskie Stronnictwo Ludowe        | 31 439 | 21,05  | –      |
|                                                                                               | Bolesław Borysiuk      | Sojusz Lewicy Demokratycznej      | 21 427 | 14,34  | –      |
|                                                                                               | Teresa Malinowska      | Polska Jest Najważniejsza         | 12 643 | 8,46   | –      |
|                                                                                               | Maria Olszak-Winiarska | KWW Marii Olszak-Winiarskiej      | 8939   | 5,98   | –      |
|                                                                                               | Edward Szwed           | Prawica                           | 5402   | 3,62   | –      |
|                                                                                               | Joanna Szadura         | Polska Partia Pracy – Sierpień 80 | 4017   | 2,69   | –      |
| Frekwencja: 46,06% Liczba głosów ważnych: 149 371 (95,66%) Źródło: Państwowa Komisja Wyborcza |                        |                                   |        |        |        |

● Grzegorz Czelej reprezentował w Senacie VII kadencji (2007–2011) okręg nr 6.

### Wybory parlamentarne 2015
| Kandydat                                                                                      | Kandydat           | Komitet wyborczy           | Głosów | Głosów | Głosów |
| Kandydat                                                                                      | Kandydat           | Komitet wyborczy           | Liczba | %      | +/–    |
| --------------------------------------------------------------------------------------------- | ------------------ | -------------------------- | ------ | ------ | ------ |
|                                                                                               | Grzegorz Czelej ●  | Prawo i Sprawiedliwość     | 96 101 | 59,23  | +15,38 |
|                                                                                               | Marceli Niezgoda   | Polskie Stronnictwo Ludowe | 43 494 | 26,81  | +5,76  |
|                                                                                               | Michał Lewandowski | Narodowe Odrodzenie Polski | 22 642 | 13,96  | –      |
| Frekwencja: 50,08% Liczba głosów ważnych: 162 237 (95,19%) Źródło: Państwowa Komisja Wyborcza |                    |                            |        |        |        |

### Wybory parlamentarne 2019
| Kandydat                                                                                      | Kandydat           | Komitet wyborczy                           | Głosów  | Głosów | Głosów |
| Kandydat                                                                                      | Kandydat           | Komitet wyborczy                           | Liczba  | %      | +/–    |
| --------------------------------------------------------------------------------------------- | ------------------ | ------------------------------------------ | ------- | ------ | ------ |
|                                                                                               | Grzegorz Czelej ●  | Prawo i Sprawiedliwość                     | 116 605 | 60,27  | +1,04  |
|                                                                                               | Krzysztof Kamiński | KKW Koalicja Obywatelska PO .N iPL Zieloni | 57 354  | 29,64  | –      |
|                                                                                               | Paweł Górnik       | KWW Prawda i Sprawiedliwość dla Polski     | 19 527  | 10,09  | –      |
| Frekwencja: 58,97% Liczba głosów ważnych: 193 486 (97,65%) Źródło: Państwowa Komisja Wyborcza |                    |                                            |         |        |        |

### Wybory parlamentarne 2023
| Kandydat                                                                                      | Kandydat          | Komitet wyborczy                     | Głosów  | Głosów | Głosów |
| Kandydat                                                                                      | Kandydat          | Komitet wyborczy                     | Liczba  | %      | +/–    |
| --------------------------------------------------------------------------------------------- | ----------------- | ------------------------------------ | ------- | ------ | ------ |
|                                                                                               | Grzegorz Czelej ● | Prawo i Sprawiedliwość               | 119 498 | 52,50  | –7,77  |
|                                                                                               | Stanisław Mazur   | Nowa Lewica                          | 71 994  | 31,63  | –      |
|                                                                                               | Michał Wypych     | Konfederacja Wolność i Niepodległość | 36 130  | 15,87  | –      |
| Frekwencja: 71,77% Liczba głosów ważnych: 227 622 (97,56%) Źródło: Państwowa Komisja Wyborcza |                   |                                      |         |        |        |